# Union des libéraux et de la gauche
 (août 2018).
Si vous disposez d'ouvrages ou d'articles de référence ou si vous connaissez des sites web de qualité traitant du thème abordé ici, merci de compléter l'article en donnant les références utiles à sa vérifiabilité et en les liant à la section « Notes et références ».
L'Union des libéraux et de la gauche (en islandais : Samtök frjálslyndra og vinstrimanna) est un parti politique islandais.

## Résultats électoraux

### Législatives
| Élection | Voix  | %   | Sièges | Position |
| -------- | ----- | --- | ------ | -------- |
| 1971     | 9 395 | 8,9 | 5 / 60 | 5e       |
| 1974     | 5 245 | 4,6 | 2 / 60 | 5e       |
| 1978     | 4 073 | 3,3 | 0 / 60 | 5e       |